# Chef de district
Chef de district est une fonction de l'administration des Terres australes et antarctiques françaises (TAAF).
Le chef de district assure en premier lieu la représentation permanente de l'État français dans chacun des cinq districts des TAAF :
- la terre Adélie,
- les îles Kerguelen,
- l'archipel Crozet,
- les îles Saint-Paul et Amsterdam,
- les îles Éparses de l'océan Indien.

Le chef de district est nommé par le préfet, administrateur supérieur des TAAF, dont il est le représentant dans le district.
Poste atypique de par sa polyvalence, il regroupe des responsabilités administratives, judiciaires, douanières et postales.
La fonction est confiée après sélection sur dossier et deux entretiens à des volontaires du monde civil, généralement fonctionnaires, pour une période d'une année (sans famille et sans retour possible).